# Vanitas met hemelglobe
Vanitas met hemelglobe (in de literatuur ook genoemd als: Vanitas-Stilleven, Godsdienstig stilleven, Vanitas, Vanitas met bloemen en Vanitas stilleven met bloemen en globe) is een schilderij van de Nederlandse kunstschilderes Maria van Oosterwijck uit 1668, olieverf op doek, 73 × 88,5 centimeter groot. Het is een voorbeeld van een pronkstilleven met vanitas-symboliek, met een religieuze moraal. Het werk bevindt zich in de collectie van het Kunsthistorisches Museum te Wenen.

## Context
Van Oosterwijck was de dochter van een predikant en zou altijd ongehuwd blijven. Arnold Houbraken beschrijft haar als "bescheiden" en "ongewoon gelovig". Ze schilderde vooral stillevens, maar ook in dat genre wist ze haar religiositeit in sterke mate tot uitdrukking te brengen. Haar hier besproken Vanitas-stilleven is hiervan een uitgesproken voorbeeld. Het is een van de weinige werken van Van Oosterwijck waarin het bloemstuk niet centraal staat.

## Afbeelding
Vanitas met hemelglobe toont een groot aantal objecten over een zich kruisende verticale en horizontale as, op een marmeren tafel. Op de achtergrond is nog net een nis te zien, die een kader vormt. De tafel, die een horizontale basis vormt, is solide maar hier en daar ook beschadigd, hetgeen wijst op een zeker verval. Alle voorwerpen zijn met zorg gekozen en hebben een aperte symboliek of betekenis. De rangschikking lijkt rommelig, maar is uitermate afgewogen, veelal getypeerd door een juxtapositionele opstelling. De theatrale uitstalling, versterkt door het sterke clair-obscur door het vanuit links binnenvallende strijklicht, wijst duidelijk op een verwantschap met het pronkstilleven, een genre dat erg populair was in die tijd. De uitwerking getuigt van een buitengewone technische vaardigheid.

#### De objecten en hun betekenis
- Links ligt een blokfluit en een opengeslagen muziekboek. Deze voorwerpen verwijzen naar de vluchtigheid van muziek, als aards genoegen, vervliegend in de ether. Vlak ernaast staan twee glazen en een met roze vloeistof gevulde karaf met het opschrift "Aqua Vitae", verwijzend naar de bron des levens als beschreven in de Openbaring van Johannes. Het houdt een belofte in van eeuwig leven. In de fles is de weerspiegeling van het atelier zichtbaar, inclusief een zelfportret van de schilderes.
- Rechtsonder ligt een houten leprozenklepper, herinnerend aan het belang van liefdadigheid. Daarboven ligt een half gepelde maïskolf, die verwijst naar het brood van Christus uit de eucharistie en wedergeboorte. Tegelijkertijd echter lijkt het in zijn huidige staat een teken van verval, aangevreten door een muis die nu rechts aan een korenaar knabbelt.

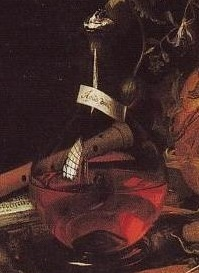
Fles weerspiegeling van Van Oosterwijcks atelier en een zelfportret. De reflectie versterkt het gevoel bij de kijker dat het stilleven zo ook werkelijk in haar studio heeft gestaan.

- In het vlak rechtsboven staat een hemelglobe[1], waarvan de ronde vorm diagonaal en juxtapositioneel gepositioneerd is ten opzichte van de eveneens ronde schedel. De schedel is een duidelijk vanitassymbool, verwijzend naar de tijdelijkheid en ijdelheid van het aardse. Tegelijkertijd geldt de klimopkrans, die eromheen hangt, naar de eeuwigheid van het leven. De globe refereert aan de overgang naar de hemel, waarin een plaats kan worden verdiend door het leiden van een vroom en oprecht leven.
- Tegen de globe ligt een versleten boek met als opschrift "Rekeningh" en "Wy/ Leeũen om te sterũen / En / sterũen om te Leeũen".[2] Het verwijst letterlijk naar de balans van het leven, die voortdurend wordt opgemaakt. Het witte inktpotje met de blauwe bloemmotieven en de ganzenveren pen, die met zijn punt tegen het rekeningboek aanligt, onderstreept dat het hier een actief en doorlopend proces betreft. De geldbuidel geheel rechts, waarvoor twee gouden en twee zilveren munten liggen, suggereert een meer directe manier van afrekenen. De atalantavlinder op het boek verwijst naar de fragiliteit en korte duur van het leven. Ook kan er een symbool van metamorfose in worden gezien en wedergeboorte. De vlinders in het schilderij, ook het koolwitje op de korenaar linksboven, lijken toevallige details, maar zijn dat niet. Ze benadrukken hoe belangrijk kleine gebaren en gebeurtenissen kunnen zijn bij de afrekening van het leven.
- Op de rand van de tafel ligt een brief met de tekst "Job: 14./ De Mensche van e[ene vrouw geboren,] / Is kort van daege/ [en] / sadt van Onrust". Het feitelijk vervolg van deze tekst luidt: "Hij komt voort als eene bloem, en wordt afgesneden; ook vlucht hij als eene schaduw, en bestaat niet", hetgeen opnieuw verwijst naar de vluchtigheid en het tijdelijke van het leven. Deze passage is meteen een verwijzing naar de vaas met bloemen, boven de schedel. Het boeket bevat zeventien verschillende bloemen, kruiden en aren. Het zal allemaal vergaan of verslakken.
- Uit de boeken rechtsonder steken stukjes papier. Het onderste papiertje draagt de tekst 'Navolgingh Christi', verwijzend naar een werk van Thomas a Kempis, waarin een innerlijke, meditatieve beleving van het geloof wordt gepredikt, hetgeen ook gekoppeld kan worden aan het vanitasmotief. Het bovenste boek vermeldt "SELF-STRYT" en betreft een toneelstuk van Jacob Cats, waarin het spirituele triomfeert over vleselijke genoegens. Beide boeken benadrukken het belang van een religieus leven.
- Op de boeken staat een zandloper, emblematisch voor het verstrijken van de tijd. Op het bovenste boek zit een vlieg, als teken van de vluchtigheid van het leven. Daarnaast liggen er een paar voorjaarsbloemen op: een sneeuwklokje, winterakoniet en een wilde hyacint. Ze staan symbool voor wedergeboorte.

#### Algehele betekenis en moraal
Al deze objecten en hun verwijzingen hebben gemeen: een gerichtheid op een leven in het hiernamaals en de daarbij behorende transcendentie. Centraal staat de wetenschap dat er uiteindelijk geoordeeld zal worden over het leven op aarde. De algehele boodschap overstijgt daarmee de vanitasmoraal en luidt vooral: het leven is kort, alles wat je als mens doet is belangrijk met het oog een plek te veroveren in de hemel.
Bijzonder in het licht van bovenstaande is het doel van de kunstenares om met haar stilleven een werk van pure schoonheid te creëren. Haar beeltenis in de bewasemde karaf laat zien hoezeer ze inspanning levert om dit te bereiken. Het kan worden gezien als het gebruiken van die schoonheid om "Gods werk" op aarde te dienen, een argument waarmee veel religieuze schilders in die tijd zich bedienden.

## Historie

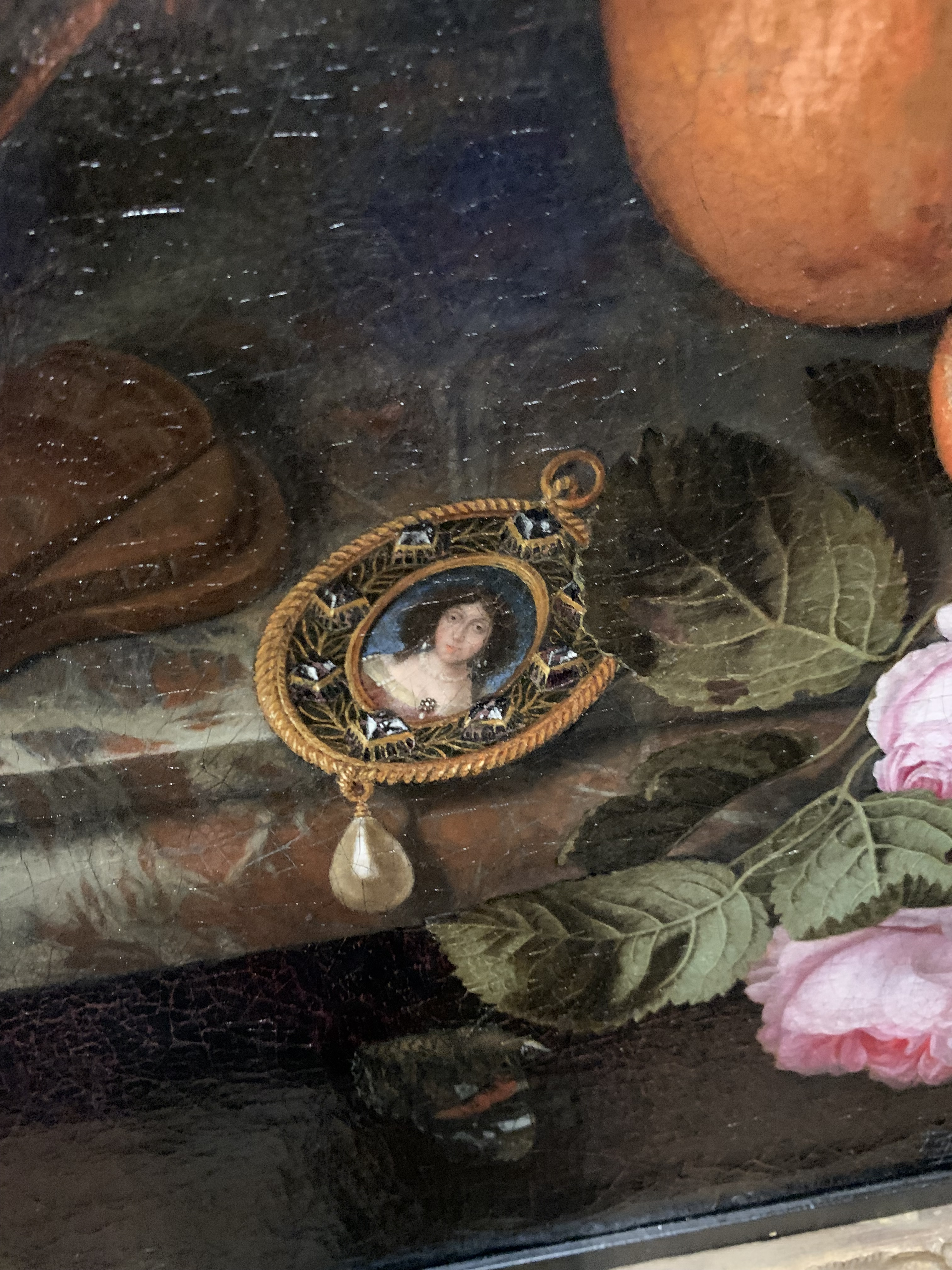
Mogelijk portret van Claudia van Oostenrijk, tweede vrouw van Leopold I, detail van circa 1675 Vanitas door Van Oosterwick, aangekocht in 2023 voor het Rijksmuseum Amsterdam

Vanitas met hemelglobe werd aangekocht door keizer Leopold I van Oostenrijk voor 1000 Reichsthalers. Volgens Houbraken was hij zo verrukt van het schilderij dat hij als dank Van Oosterwijck een portret van hem en zijn vrouw stuurde, vervat in diamanten. Tot 1730 bevond het doek zich in de keizerlijke verzamelingen van Habsburg. Vervolgens ging het over naar slot Belvedere en uiteindelijk naar het Kunsthistorisches Museum in Wenen.